# It’s a Hard Life
«It’s a Hard Life» (с англ. — «Это трудная жизнь») — песня британской рок-группы Queen, написанная вокалистом группы Фредди Меркьюри. Песня вошла в альбом группы The Works 1984 года и стала третьим синглом с этого альбома. Песня заняла 6-ю позицию в UK Singles Chart, став третьим синглом альбома подряд, вошедшим в Top 10 британского чарта. Песня также достигла 2-й позиции в Ирландии и 20-й позиции в Нидерландах. «It’s a Hard Life» также заняла 19-е место среди песен Queen в опросе «Народный любимец», который транслировался на телеканале ITV во вторник, 11 ноября 2014 года.

## Состав песни
Песня начинается с небольшого «вступления», основанного на строчке «Ridi, Pagliaccio, sul tuo amore infranto!» («Смейся, паяц, над разбитой любовью!») из оперы «Паяцы» Руджеро Леонкавалло. Та же мелодия используется в саундтреке фильма «Вечер в опере», в честь которого «Queen» назвали свой альбом 1975 года A Night at the Opera.
Музыкально песня воссоздаёт дух «Play the Game» в порядке продолжения истории, используя игру Фредди Меркьюри на пианино и характерный для группы стиль «наслоения гармоний». Она написана в традициях ранних альбомов Queen, «без синтезаторов». К тому времени группа уже использовала синтезаторы с момента альбома 1980 года The Game, поэтому жест возвращения к традиционному звучанию группы был благодарно встречен некоторыми фанатами.

## Видеоклип
Видео Тима Поупа, сопровождающее песню, было создано в «оперном стиле», где группа и окружение появляются время от времени в костюмах «оперного стиля». В клипе также была представлена необычная гитара в виде «черепа и кости», на которой играл Брайан Мэй. Её стоимость составляла более 1000 фунтов стерлингов, также её можно увидеть на обложке сингла.
Участники группы отмечали, что костюмы были жаркими и неудобными, «глаза» на одежде Меркьюри были высмеяны другими, говорили, что он выглядел «как гигантская креветка». Брайан Мэй и Роджер Тейлор застонали вслух, когда им показали это видео во время комментария к сборнику Greatest Video Hits 2. Тейлор сказал, что это «самый глупый музыкальный видеоролик, когда-либо сделанный». Мэй высказался более положительно, сказав, что видео было ироничным мероприятием, поскольку оно изображало Меркьюри как богатого человека, который пел о том, как трудно жить и любить. На то время Меркьюри был очень богат, но все ещё искал любовь.
Тейлор, находившийся рядом с Мэем, отметил, что он «действительно любил песню, но ненавидел видео». Джон Дикон также недолюбливал эту постановку, считая её слишком помпезной. Несмотря на это, видео было опубликовано на официальном канале группы на YouTube.
Одним из участников видео является австрийская актриса Барбара Валентин.

## Музыканты
- Фредди Меркьюри — основной вокал, клавишные
- Брайан Мэй — электрогитара Red Special, бэк-вокал
- Роджер Тейлор — ударные, бэк-вокал
- Джон Дикон — бас-гитара

## Концертные записи
- Live in Rio (VHS)
- We Are the Champions: Final Live in Japan (DVD)

Песня исполнялась только во время «The Works Tour».

## Чарты
| Позиция | 23 | 6 | 9 | 12 | 17 | 28 | 34 | 44 | 60 |

| Позиция | 77 | 74 | 72 | 95 |